# Ozarba implora
Ozarba implora là một loài bướm đêm trong họ Noctuidae.